# MTV Video Music Awards 1997
Die Verleihung der MTV Video Music Awards 1997 fand am 4. September 1997 statt. Verliehen wurde der Preis an Videos, die vom 17. Juni 1996 bis zum 16. Juni 1997 ihre Premiere hatten. Die Verleihung fand in der Radio City Music Hall, New York City, New York statt. Moderator war Chris Rock.
Gewinner des Abends war Beck, der insgesamt fünf Awards gewann, dicht gefolgt mit vier von Jamiroquai, die für ihr Video zu Virtual Insanity den Hauptpreis Video of the Year mit nach Hause nahmen. Sie führten mit insgesamt zehn Nominierungen auch die Nominierungsliste an.
In diesem Jahr erregte die „Dankesrede“ von Fiona Apple, die den Award for Best New Artist in a Video erhielt, Aufmerksamkeit, die eine Hasstirade auf MTV selbst darstellte.

## Nominierte und Gewinner
Die jeweils fett markierten Künstler zeigen den Gewinner der Kategorie an.

### Video of the Year
Jamiroquai – Virtual Insanity
- Beck – The New Pollution
- Jewel – You Were Meant for Me
- Nine Inch Nails – The Perfect Drug
- No Doubt – Don’t Speak

### Best Male Video
Beck – Devils Haircut
- Babyface – Every Time I Close My Eyes
- R. Kelly – I Believe I Can Fly
- Will Smith – Men in Black

### Best Female Video
Jewel – You Were Meant for Me
- Erykah Badu – On & On
- Toni Braxton – Un-Break My Heart
- Meredith Brooks – Bitch
- Paula Cole – Where Have All the Cowboys Gone?

### Best Group Video
No Doubt – Don’t Speak
- Blur – Song 2
- Counting Crows – A Long December
- Dave Matthews Band – Crash into Me
- The Wallflowers – One Headlight

### Best New Artist in a Video
Fiona Apple – Sleep to Dream
- Meredith Brooks – Bitch
- Hanson – MMMBop
- Jamiroquai – Virtual Insanity
- The Wallflowers – One Headlight

### Best Rock Video
Aerosmith – Falling in Love (Is Hard on the Knees)
- Foo Fighters – Monkey Wrench
- Marilyn Manson – The Beautiful People
- Dave Matthews Band – Crash into Me
- Rage Against the Machine – People of the Sun

### Best R&B Video
Puff Daddy (feat. Faith Evans & 112) – I’ll Be Missing You
- Babyface (feat. Stevie Wonder) – How Come, How Long
- Erykah Badu – On & On
- Blackstreet (feat. Dr. Dre & Queen Pen) – No Diggity
- Toni Braxton – Un-Break My Heart

### Best Rap Video
The Notorious B.I.G. – Hypnotize
- Blackstreet (feat. Dr. Dre & Queen Pen) – No Diggity
- Dr. Dre – Been There, Done That
- Missy Misdemeanor Elliott – The Rain (Supa Dupa Fly)

### Best Dance Video
Spice Girls – Wannabe
- The Chemical Brothers – Block Rockin’ Beats
- Freak Nasty – Da’ Dip
- The Prodigy – Breathe

### Best Alternative Video
Sublime – What I Got
- Beck – The New Pollution
- Blur – Song 2
- Foo Fighters – Monkey Wrench
- Nine Inch Nails – The Perfect Drug

### Best Video From a Film
Will Smith – Men in Black (aus Men in Black)
- Iggy Pop – Lust for Life (aus Trainspotting – Neue Helden)
- R. Kelly – I Believe I Can Fly (aus Space Jam)
- Bruce Springsteen – Secret Garden (aus Jerry Maguire – Spiel des Lebens)

### Breakthrough Video
Jamiroquai – Virtual Insanity
- The Chemical Brothers – Setting Sun
- Daft Punk – Da Funk
- Missy Misdemeanor Elliott – The Rain (Supa Dupa Fly)
- Radiohead – Paranoid Android

### Best Direction in a Video
Beck – The New Pollution (Regie: Beck Hansen)
- Missy Misdemeanor Elliott – The Rain (Supa Dupa Fly) (Regie: Hype Williams)
- Jamiroquai – Virtual Insanity (Regie: Jonathan Glazer)
- Nine Inch Nails – The Perfect Drug (Regie: Mark Romanek)
- The Smashing Pumpkins – The End Is the Beginning Is the End (Regie: Joel Schumacher, Jonathan Dayton und Valerie Faris)

### Best Choreography in a Video
Beck – The New Pollution (Choreografin: Peggy Hickey)
- Cibo Matto – Sugar Water (Choreograf: Michel Gondry)
- Dr. Dre – Been There, Done That (Choreografen: Fatima und Swoop)
- Jamiroquai – Virtual Insanity (Choreograf: Jason Kay)
- Will Smith – Men in Black (Choreograf: Stretch)

### Best Special Effects in a Video
Jamiroquai – Virtual Insanity (Special Effects: Jonathan Glazer und Sean Broughton)
- Eels – Novocaine for the Soul (Special Effects: Ashley Clemens)
- Marilyn Manson – The Beautiful People (Special Effects: D.A.V.E. und Panic & Bob)
- The Smashing Pumpkins – The End Is the Beginning Is the End (Special Effects: Chris Staves, Nigel Randall, Edson Williams und The Brothers Strause)
- Will Smith – Men in Black (Special Effects: Paul Griffin, Alan Rosenfield und Wade Howie)

### Best Art Direction in a Video
Beck – The New Pollution (Art Director: K. K. Barrett)
- Jamiroquai – Virtual Insanity (Art Director: John Bramble)
- Marilyn Manson – The Beautiful People (Art Director: Ken Baird)
- Nine Inch Nails – The Perfect Drug (Art Director: Tom Foden)

### Best Editing in a Video
Beck – Devils Haircut (Schnitt: Hank Corwin)
- Jamiroquai – Virtual Insanity (Schnitt: Jonathan Glazer und John McManus)
- The Smashing Pumpkins – The End Is the Beginning Is the End (Schnitt: Hal Honigsberg)
- The Wallflowers – One Headlight (Schnitt: Einar Thorsteinsson)

### Best Cinematography in a Video
Jamiroquai – Virtual Insanity (Director of Photography: Stephen Keith-Roach)
- Eels – Novocaine for the Soul (Director of Photography: Jeff Cronenweth)
- Nine Inch Nails – The Perfect Drug (Director of Photography: Jeff Cronenweth)
- The Smashing Pumpkins – The End Is the Beginning Is the End (Director of Photography: Declan Quinn)

### Viewer’s Choice
The Prodigy – Breathe
- Jewel – You Were Meant for Me
- Puff Daddy (feat. Faith Evans and 112) – I’ll Be Missing You
- Spice Girls – Say You’ll Be There
- The Wallflowers – One Headlight

### International Viewer's Choice Awards

#### MTV Asia
The Eraserheads – Ang Huling El Bimbo
- Dewa 19 – Kirana
- Joey Boy – Fun Fun Fun
- KRU – Fanatik
- Lee Seung-Hwan – Family

#### MTV Australia
Silverchair – Freak
- Human Nature – Don't Say Goodbye
- Powderfinger – Living Type
- Savage Garden – To the Moon and Back
- Spiderbait – Calypso

#### MTV Brasil
Skank – É uma Partida de Futebol
- Fernanda Abreu – Kátia Flávia
- Angra – Make Believe
- Baba Cósmica – Uma Pedra no Meu Caminho
- Barão Vermelho – Amor Meu Grande Amor
- Carlinhos Brown – A Namorada
- Camisa de Vênus – O Ponteiro Tá Subindo
- Cidade Negra – Firmamento
- Kid Abelha – Te Amo pra Sempre
- Lagoa – Revista de Mulher Pelada
- Maria do Relento – Conhece o Mário
- Nenhum de Nós – Vou Deixar Que Você Se Vá
- Os Ostras – Uma, Duas ou Três (Punheta)
- Os Paralamas do Sucesso – La Bella Luna
- Pato Fu – Água
- Planet Hemp – Dezdasseis/Dig Dig Dig (Hempa)
- Raimundos – Puteiro em João Pessoa
- Lulu Santos – Aviso aos Navegantes
- Sepultura – Ratamahatta
- Virgulóides – Bagulho no Bumba

#### MTV Europe
The Prodigy – Breathe
- Daft Punk – Around the World
- Jamiroquai – Virtual Insanity
- Radiohead – Paranoid Android
- Skunk Anansie – Hedonism (Just Because You Feel Good)

#### MTV India
Asha Bhosle – O Mere Sona Re
- Lucky Ali – O Sanam
- Amitabh Bachchan – Eir Bir Phatte
- Colonial Cousins – Krishna
- Daler Mehndi – Dardi Rab Rab

#### MTV Japan
Chara – Yasashii Kimochi
- Air – Hair Do
- Denki Groove – Shangi-La
- Scha Dara Parr – Otona Ni Nattemo
- The Yellow Monkey – Rakuen

#### MTV Latin America
Café Tacuba – Chilanga Banda
- Azul Violeta – Volveré a Empezar
- Control Machete – ¿Comprendes Mendes?
- Fito Páez – Cadáver Exquisito
- Aleks Syntek y la Gente Normal – Sin Ti

#### MTV Mandarin
Mavis Fan – Bartender Angel
- Jeff Chang – Affection
- Chyi Chin – Cliff
- Valen Hsu – If Cloud Knows
- Aaron Kwok – Share My Love
- Wu Bai & China Blue – End of Love

### Michael Jackson Video Vanguard Award
- LL Cool J
- Mark Romanek

## Liveauftritte

### MTV.com Online
- Meredith Brooks[2]

### Preshow
- The Mighty Mighty Bosstones (feat. John Popper) – The Impression That I Get
- Foo Fighters – Everlong/Monkey Wrench

### Hauptshow
- P. Diddy (feat. Faith Evans, 112, Mase und Sting) – Mo Money Mo Problems/I’ll Be Missing You
- Jewel – Angel Standing By
- The Prodigy – Breathe (live from London)
- The Wallflowers (feat. Bruce Springsteen) – One Headlight
- Lil’ Kim, Da Brat, Missy Elliott, Lisa „Left Eye“ Lopes und Angie Martinez – Not Tonight (Ladies Night Remix)
- U2 – Please
- Beck – The New Pollution
- Spice Girls – Say You'll Be There
- Jamiroquai – Virtual Insanity
- Marilyn Manson – The Beautiful People

## Auftritte
- Cindy Crawford und Pat Smear – präsentierten Best Group Video
- Martha Stewart und Busta Rhymes – präsentierten Best Dance Video
- Madonna – präsentierte eine Hommage an Diana, Princess of Wales und kündigte The Prodigy an
- Kevin Bacon und Janeane Garofalo – präsentierten Best Video from a Film
- Adam Sandler und Meredith Brooks – präsentierten Best Alternative Video
- Wu-Tang Clan – kündigte Lil’ Kim, Missy Elliott, Angie Martinez, Da Brat und Lisa „Left Eye“ Lopes an
- Elton John – präsentierte Best New Artist in a Video
- Dermot Mulroney und John Popper – präsentierten Best Male Video und Best Direction in a Video
- Mariah Carey – präsentierte the Video Vanguard Award an LL Cool J
- No Doubt – präsentierte Best R&B Video
- Mike Myers – kündigte Beck an
- Sheryl Crow – interviewte The Rolling Stones per Satellitenübertragung
- Fiona Apple und Chris Tucker – kündigten die Gewinner der International Viewer's Choice Awards an
- Maxwell, Dave Matthews und Boyd Tinsley – präsentierten Best Rap Video
- Janet Jackson – präsentierte the Video Vanguard Award an Mark Romanek
- Naomi Campbell – kündigte Jamiroquai an
- David Arquette und Lisa Marie Presley – präsentierten Viewer's Choice
- Blackstreet – präsentierte Best Female Video
- Will Smith – präsentierte Video of the Year